# Eleonora de Cisneros
Pour les articles homonymes, voir Cisneros.
Eleonora de Cisneros  (13 octobre 1878 — 3 février 1934) est une chanteuse américaine d'opéra. Cisneros a grandement favorisé la vente de Liberty bond (en) durant la Première Guerre mondiale. Elle a chanté pour la Metropolitan Opera company. Cisneros a fait des tournées aux États-Unis durant la Première Guerre mondiale pour lever des fonds pour la Croix-Rouge.

## Enfance
Cisneros est née Eleanor Broadfoot à New York le 31 octobre 1878. Ses parents étaient John C. Broadfoot et Ella Small. Elle était fille unique. Son père était de descendance écossaise et sa mère de descendance irlandaise. Elle a été scolarisée au St. Agnes Seminary à Brooklyn. Cisneros commença ses études de chant aux États-Unis avec Adeline Murio-Celli et Francesco Fanciulli. Elle devint une mezzo-soprano,,.

## Carrière
Le chanteur d'opéra Jean de Reszke présenta Cisneros, connue alors comme Eleanor Broadfoot, au directeur de la Metropolitan Opera company en 1899 et elle fut embauchée. Cisneros fut la première chanteuse formée aux États-Unis embauchée par la compagnie,. Elle donna sa première représentation avec la Metropolitan Opera company à Chicago le 24 novembre 1899 dans le rôle de Rossweise dans Die Walküre. Elle chanta le même rôle à New York le 5 janvier 1900 – faisant ainsi ses débuts dans cette ville. Elle alla ensuite à Philadelphie en urgence et chanta un rôle de contralto, sans répétition, dans Il trovatore de Giuseppe Verdi au Metropolitan Opera. Le directeur de l'opéra la complimenta pour sa performance réussie. Cisneros devint leur contralto principale de 1906 à 1911.
Cisneros se maria avec le Comte Francois de Cisneros, un journaliste cubain, en 1901, devenant la Comtesse Eleonora de Cisneros. Elle alla ensuite chanter en 1902 à Turin en Italie. Les Italiens ne furent pas réceptifs à l’américaine Eleanor Broadfoot. Elle fit réimprimer ses cartes de visite au nom de Comtesse Eleonora de Cisneros et elle fut alors bien reçue. Cisneros fit ses débuts à Turin dans le rôle d'Amneris dans Aida de Giuseppe Verdi. Cisneros débuta en 1906 à la La Scala à Milan. Dans cet opéra, cette même année, elle créa le rôle de Candia della Leonessa dans La figlia di Iorio (en) d'Alberto Franchetti. Elle chanta également la même année lors des premières de La Dame de pique de Tchaïkovski et de Salome de Richard Strauss. Elle chanta également dans cet opéra lors de la première d'Elektra de Strauss en 1909.
Cisneros chanta en Australie, en Europe, à Cuba, en Nouvelle-Zélande et aux États-Unis. Elle chanta au Royal Opera House à Londres de temps en temps entre 1904 et 1906. Après sa tournée en Europe, Oscar Hammerstein la fit revenir chanter au Manhattan Opera House (en) à New York deux saisons de 1906 à 1908,. Cisneros joua dans une douzaine de rôles d'opéra dans les villes italiennes de Trieste, Ferrara, La Spezia, Milan, Modène et Turin. Cisneros chanta avec sa voix de mezzo-soprano les rôles de Brünnhilde, Ortrud, Venus, Delilah et Amneris. La chanteuse australienne d'opéra Nellie Melba déclara que Cisneros fut la meilleure Delilah au monde. Melba eut Cisneros dans sa propre compagnie d'opéra en 1911, dans une tournée en Australie et en Angleterre, chantant plusieurs rôles différents,. L'année suivante, Cisneros chanta au Teatro Nacional de São Carlos à Lisbonne, Portugal, au Teatro Municipal (en) à Rio de Janeiro, Brésil, au Wiener Staatsoper à Vienne, au Théâtre Bolchoï Kamenny à Saint-Pétersbourg, Russie, et au Waldorf Theatre and Covent Garden (en) à Londres. Lors de ses séjours aux États-Unis, elle chanta aussi avec la Chicago-Philadelphia Opera Company,,,.

## Fin de vie

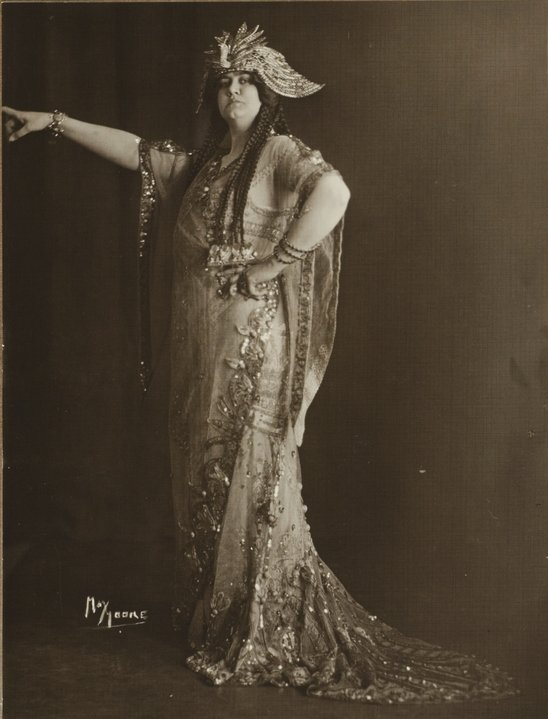
Eleonora de Cisneros, vers 1911

Elle fut présidente de l'Artist and Musical Committee of the New York Catholic War Fund's Women's Committee durant la Première Guerre mondiale. Sa carrière fut stoppée après avoir fait des tournées de charité au profit des efforts de guerre,. Dans les années 1920, Cisneros chanta principalement en Europe où elle vécut à Paris jusqu'en 1929. Elle devint ensuite professeur de chant à New York jusqu'à la retraite.
Elle est morte d'un cancer (carcinome). Elle est enterrée au Calvary Cemetery à Long Island City, New York.

## Héritage
Les contemporains de Cisneros se rappellent son étendue vocale, du sol au do et sa forte voix de contralto,. Cisneros avait une grande présence sculpturale sur scène,. Elle mesurait 1,88 m et avait une apparence majestueuse royale idéale pour l'interprétation de héros. Avec sa voix de mezzo-soprano, elle chantait des rôles difficiles comme Santuzza, Gioconda, Kundry, Carmen, Laura, Urbain et Azucena,. Cisneros épelait son nom de scène Eleonora au lieu de Eleanora'.
Cisneros est considérée comme la personne ayant le plus vendu de Liberty bonds durant la Première Guerre mondiale, pour une valeur de 30 000 000 US$. Elle participa bénévolement avec d'autres célébrités à la pièce de guerre Out There, faisant une tournée à travers les États-Unis pour lever des fonds pour l'effort de guerre et pour la Croix-Rouge.

## Enregistrement
Cisneros a enregistré plusieurs morceaux d'opéras avec Edison's Blue Amberol Records (en), Gramophone and Typewriter, Pathé Records et American Columbia.
Entre autres, elle a enregistré le poème Ben Bolt de Thomas Dunn English sur un cylindre Edison Blue Amberol en 1912.

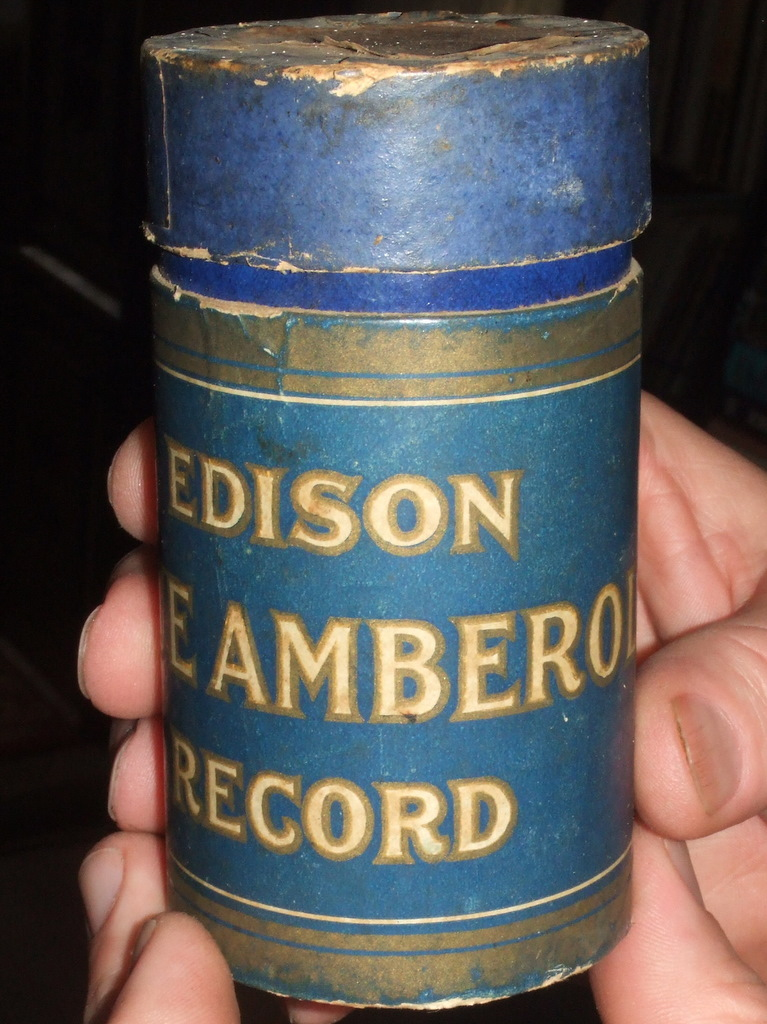
Cylindre Edison Blue Amberol

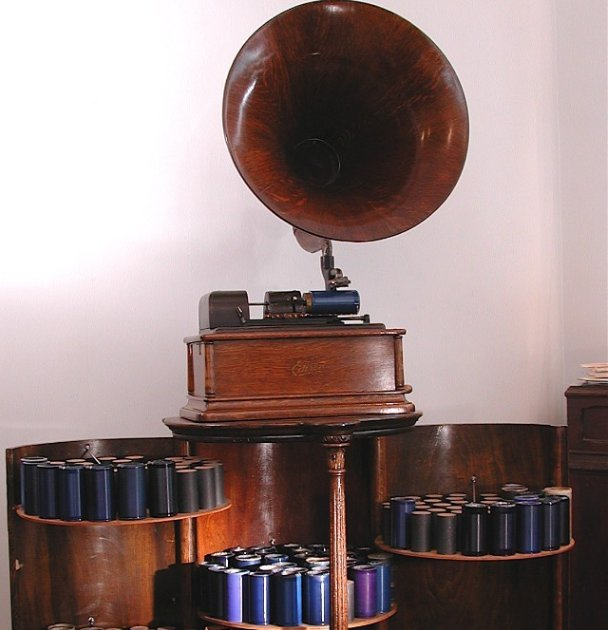
Enregistreur et lecteur de cylindre Edison